# UCI World Tour 2020
UCI World Tour 2020 – 12. edycja cyklu szosowych wyścigów kolarskich o najwyższej randze w klasyfikacji UCI. Seria rozpoczęła się 21 stycznia w Australii wyścigiem Tour Down Under, a zakończyła się 8 listopada ostatnim etapem zawodów Vuelta a España w Hiszpanii.
W kalendarzu na sezon 2020 przewidziano 37 wyścigów (16 wieloetapowych i 21 jednodniowych). Jednak z powodu pandemii COVID-19 przeprojektowano kalendarz, w którym znalazły się 23 wyścigi (10 wieloetapowych i 13 jednodniowych). Tour de Pologne – najważniejszy wyścig kolarski w Polsce, ponownie znalazł się w programie.

## Drużyny
Prawo startu we wszystkich wyścigach otrzymało 19 grup zawodowych należących do dywizji UCI WorldTeams.
| Kod UCI | Zespół                         | Siedziba                     |
| ------- | ------------------------------ | ---------------------------- |
| ALM     | AG2R La Mondiale               | Francja                      |
| AST     | Astana Pro Team                | Kazachstan                   |
| TBM     | Bahrain McLaren                | Bahrajn                      |
| BOH     | Bora-Hansgrohe                 | Niemcy                       |
| CCC     | CCC Team                       | Polska                       |
| COF     | Cofidis, Solutions Crédits     | Francja                      |
| DQT     | Deceuninck-Quick Step          | Belgia                       |
| EF1     | EF Education First Pro Cycling | Stany Zjednoczone            |
| GFC     | Groupama-FDJ                   | Francja                      |
| INS     | Team Ineos                     | Wielka Brytania              |
| ISN     | Israel Start-Up Nation         | Izrael                       |
| LTS     | Lotto Soudal                   | Belgia                       |
| MTS     | Mitchelton-Scott               | Australia                    |
| MOV     | Movistar Team                  | Hiszpania                    |
| NTT     | NTT Pro Cycling                | Południowa Afryka            |
| TJV     | Team Jumbo-Visma               | Holandia                     |
| SUN     | Team Sunweb                    | Niemcy                       |
| TFS     | Trek-Segafredo                 | Stany Zjednoczone            |
| UAD     | UAE Team Emirates              | Zjednoczone Emiraty Arabskie |